# チャンギ刑務所

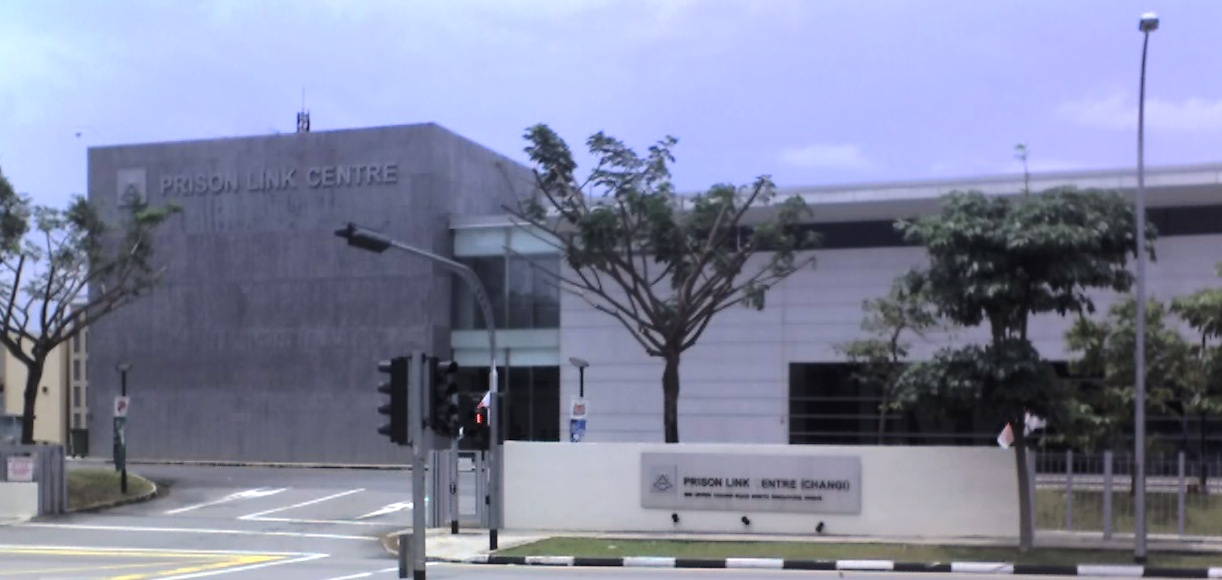
チャンギ刑務所

チャンギ刑務所(英語: Changi Prison）は、シンガポール東部のチャンギ地区にある刑務所。
1936年に英国海峡植民地の行政府によって、民間人の監獄として建設された。
第二次世界大戦中の1942年2月、日本軍によりシンガポールが陥落すると、日本軍は約3000人の民間人を、わずか600人収容のチャンギ刑務所に収容した。また刑務所近くにあった英国軍のセララン兵舎を、英国人、オーストラリア人を中心とする連合国の捕虜50000人強を収容する捕虜収容所として使用した。英国やオーストラリアで、「チャンギ」という言葉は刑務所を表す言葉となった。
日本のシンガポール占領中に、約850人の捕虜がチャンギに抑留中に死亡した。全体の27%が死亡したが、日本の捕虜収容所では相対的に低い死亡率であった。しかし、多くの捕虜が、シンガポール国外の様々な強制収容所に移送された後に死亡したり、泰緬鉄道の建設作業やサンダカン死の行進などにより死亡した。
1944年に、オーストラリア人を中心とする連合軍の捕虜によって、刑務所内にチャペルが建てられた。
1995年、ベアリングス銀行のシンガポール支店で働いていたニック・リーソンが、同社に極秘で行っていたデリバティブ取引で多額の損失を出して、銀行を倒産に追い込んだ。逃亡の末、彼はドイツで身柄を拘留されてシンガポールに移送され、チャンギ刑務所に収監された。1998年に彼は既に出所している。